# Prima ballerina
Prima ballerina is de titel van de voornaamste (Italiaans prima) solist, de aanvoerende danseres (Italiaans ballerina) in een opvoering of dansgezelschap. Normaal gesproken voert een prima ballerina de klassieke hoofdrollen uit. In de balletwereld wordt tegenwoordig meestal de Engelse genderneutrale term principal gebruikt.
De mannelijke variant van prima ballerina is meesterdanser of primo ballerino. Aan het Ballet de l'Opéra de Paris wordt het begrip première danseuse étoile (vr., letterlijk: eerste sterdanseres) of premier danseur étoile (man., eerste sterdanser) of kortweg étoile gebruikt.
Andere rangen in een klassiek dansgezelschap zijn: solist, half-solist en corps de ballet.